# Anthracophora eddai
Anthracophora eddai är en skalbaggsart som beskrevs av Tesar 1959. Anthracophora eddai ingår i släktet Anthracophora och familjen Cetoniidae. Utöver nominatformen finns också underarten A. e. rongi.